# Pedro Gomes (Politiker)
Pedro Gomes ist ein Politiker aus Osttimor. Er ist Mitglied der Associação Social-Democrata de Timor (ASDT).
Gomes wurde bei den Wahlen 2001 auf Platz 3 der ASDT-Liste in die Verfassunggebende Versammlung gewählt. Mit der Unabhängigkeit Osttimors am 20. Mai 2002 wurde die Versammlung zum Nationalparlament und Gomes Abgeordneter. Hier war er Mitglied in den Kommissionen A (Kommission für Verfassungsfragen, Recht, Freiheiten und Garantien) und G (Kommission für Infrastruktur). Bei letzterer als Vizepräsident.
Bei den Neuwahlen im Juni 2007 trat Gomes nicht mehr an.